# Rogério Fernandes Ferreira
Rogério Fernandes Ferreira GOIP (São Clemente, Loulé, 27 de junho de 1929 – 12 de julho de 2010) foi um economista e advogado português.
Doutorado em Gestão pelo Instituto Superior de Economia e Gestão da Universidade Técnica de Lisboa, Fernandes Ferreira leccionava cadeiras de gestão, contabilidade, auditoria e fiscalidade no ISEG e na Universidade Católica Portuguesa.
Foi o arquitecto do anteprojecto de um plano geral de contabilidade em 1973 que viria a dar origem ao POC. Presidiu à Comissão de Normalização Contabilística de Portugal.

## Biografia

### Primeiros anos
Rogério Fernandes Ferreira nasceu em 27 de Julho de 1929 no concelho de Loulé. Naquela cidade cumpriu o ensino primário, e depois fez o exame para admissão ao Liceu de Faro, embora não tenha concluído devido a dificuldades financeiras. Com efeito, a sua mãe faleceu, deixando quatro filhos, e o pai mudou-se para Setúbal, onde teve algum apoio por parte da família.

### Formação e carreira profissional
Rogério Ferreira começa a trabalhar no comércio, e ao mesmo tempo estudou na escola comercial e industrial, que termina com a classificação máxima. Entretanto, o seu pai foi para a Argentina, para tentar fazer fortuna, embora sem sucesso. Rogério Fernandes muda-se então para Lisboa, onde trabalhou em vários locais, incluindo na Câmara Municial. Frequentou o Instituto Comercial de Lisboa e depois o Instituto Superior de Ciências Económicas e Financeiras. Durante este período fez o serviço militar, durante o qual esteve na Escola Prática de Administração Militar. Voltou depois aos estudos, tendo concluído a licenciatura em 1954. Foi convidado para ficar no Instituto como assistente, iniciando a sua carreira no ensino, que seguiu até à reforma. Foi subindo de categoria ao longo da carreira docente, tendo atingido o posto de professor catedrático em 1989.
Durante este período, também frequentou o curso de ciências pedagógicas na Universidade de Coimbra, e a Faculdade de Direito de Lisboa, onde se licenciou em 1966. Fez o doutoramento em 23 de Novembro de 1983, no curso de Organização e Gestão de Empresas do Instituto Superior de Economia da Universidade Técnica de Lisboa, com uma tese denominada de Normalização Contabilística. Fez o seu estágio no Institut européen d'administration des affaires.
Destacou-se principalmente como economista, tendo-se afirmado como uma autoridade a nível internacional na área da fiscalidade, e colaborado com várias instituições internacionais. Exerceu como economista para a Companhia União Fabril, tendo sido colocado na Guiné para estudar os investimentos daquele grupo na colónia africana. Trabalhou pela simplificação dos conceitos nos campos da fiscalidade e contabilidade, tendo sido o primeiro presidente da Comissão da Normalização Contabilística em Portugal, e parte do Centro de Estudos Fiscais da Direcção-Geral dos Impostos. Colaborou igualmente na imprensa e deu várias conferências sobre o tema, e publicou diversos livros sobre gestão, contabilidade, fiscalidade e tributação, destacando-se a obra Curso de Fiscalidade Portuguesa, em quatro volumes lançados entre 1980 e 1983. Trabalhou igualmente como advogado no campo da fiscalidade, tendo sido responsável pela fundação de uma empresa de consultores de gestão.
Foi membro de vários agrupamentos nas áreas da contabilidade em Portugal e estrangeiro, tendo sido presidente da assembleia geral da Associação de Docentes de Contabilidade do Ensino Superior, e feito parte da direcção do Centro de Estudos da Contabilidade, e da Associação Portuguesa dos Técnicos de Contabilidade. Interessou-se igualmente por vários assuntos relacionados com o Algarve, tendo pertencido à Associação dos Jornalistas e Escritores do Algarve.
Rogério Ferreira foi nomeado pelo Ministro das Finanças, Manuel Jacinto Nunes, para Secretário de Estado, convite que recusou.

### Falecimento
Rogério Fernandes Ferreira faleceu na cidade de Lisboa, em 13 de Julho de 2010.

## Homenagens
A 10 de Junho de 2009, foi feito Grande-Oficial da Ordem da Instrução Pública.